# Formica subsericea
Formica subsericea é uma espécie de formiga do gênero Formica, pertencente à subfamília Formicinae.